# Rosa abyssinica
Rosa abyssinica es una especie de planta descrita por  Robert Brown. Rosa abyssinica está incluida en el género Rosa de la familia Rosaceae. Ninguna subespecie está listada en el Catálogo de Vida.

## Descripción
Rosa abyssinica es un arbusto espinoso de hoja perenne, arrastrándose o trepando a menudo, formando a veces un pequeño árbol de entre 0,5 m y 7 m de altura. Tiene unas pocas espinas en el tallo, ligeramente curvadas desde una base ancha y todas similares. Tiene muchas características variables. Las hojas son compuestas y coriáceas. Tiene tres pares de foliolos más uno en la punta, cada uno ovado estrechamente de 1 a 6 cm, punta afilada, borde dentado, en un tallo corto que está alado por las estípulas de hojas. Las flores son de color amarillo pálido blanco fragante, y suelen ser de tres a veinte en cabezas densas, cada una acechada, los sépalos largos, estrechos y peludos, pronto caen, y tienen cinco patalos de aproximadamente 2 cm de largo, punta redondeada al cuadrado, con muchos estambres. Los frutos (escaramujos) son verdes al principio, pero luego maduran a rojo anaranjado. Tienen aproximadamente 2 cm de largo, son carnosos y comestibles con semillas dentro.

## Distribución geográfica
Rosa abyssinica solo se puede encontrar en Arabia, Etiopía, Yemen, Somalia y Sudán. Esta rosa es común en las tierras medias y altas. Comúnmente forma matorrales en bosques siempre verdes secos de tierras altas, márgenes, claros, matorrales de tierras altas, lugares rocosos, pastizales secos y formaciones ribereñas. También se encuentra en diferentes tipos de hábitats hechos por el hombre, a veces de pie solo como un pequeño árbol entre 0,5 y 7 m de altura.